# Blas del Castillo
Fray Blas del Castillo fue un fraile dominico y naturalista español, que vivió en el siglo XVI.

## Biografía
Fray Blas del Castillo se dedicó al estudio de la naturaleza en las Américas y dejó noticias de él el historiador Gonzalo Fernández de Oviedo en su obra Historia general y natural de las Indias, en el que se dice que recorrió 400 leguas de México a Nicaragua para visitar el célebre volcán Masaya junto a Johan Sánchez y Francisco Hernández de Guzmán, después de comunicarlo a un franciscano de allí, y llegaron a la cima en 12 de junio de 1537, y tras visitarlo otras dos veces la cuarta expedición al volcán le fue prohibida por el gobernador de Nicaragua viendo el notorio peligro en que el fraile y sus compañeros ponían sus vidas y sus haciendas y el excesivo trabajo con que subían los aparejos los aborígenes por aquellas breñas y sierras.

## Obra
- Relación de su entrada en el volcán de Masaya que fue enderexado al reverendo Fray Tomás de Verlanga obispo de Castilla del Oro (Fernández de Oviedo hace mención de la particularidades de esta obra e impugna exageradas apreciaciones del fraile)